# Neulliac
Neulliac (bret. Neulieg) – miejscowość i gmina we Francji, w regionie Bretania, w departamencie Morbihan.
Według danych na rok 1990 gminę zamieszkiwało 1466 osób, a gęstość zaludnienia wynosiła 47 osób/km² (wśród 1269 gmin Bretanii Neulliac plasuje się na 426. miejscu pod względem liczby ludności, natomiast pod względem powierzchni na miejscu 257.).